# Sacheen Littlefeather
Sacheen Cruz Littlefeather, właśc. Marie Louise Cruz (ur. 14 listopada 1946 w Salinas, zm. 2 października 2022 w Novato) – amerykańska aktorka oraz aktywistka na rzecz praw rdzennych Amerykanów.

## Życiorys
Urodziła się 14 listopada 1946 w Salinas jako Marie Louise Cruz, była córką rdzennego Amerykanina i białej kobiety. Należała do plemion White Mountain Apache i Yaqui. Wychowywała się u dziadków ze strony matki, gdyż jej rodzice nie byli w stanie jej utrzymać. Po ukończeniu szkoły średniej podjęła karierę w modelingu i studiowała aktorstwo na California State College w Hayward (uczelnia przekszałcona w California State University, East Bay). Littlefeather była zaangażowana w działalność społeczną jako aktywistka na rzecz praw rdzennych mieszkańców USA, była m.in. przewodniczącą National Native American Affirmative Image Committee. Po dołączeniu do United Bay Indian Council, uczestniczyła w 1970 w okupacji Alcatraz i była rzeczniczką National American Indian Council.
Wystąpiła w małych rolach w filmach Counselor at Crime oraz The Laughing Policeman. Największą rozpoznawalność zyskała 27 marca 1973, gdy pojawiła się w imieniu Marlona Brando na 45. ceremonii wręczenia Oscarów jako pierwsza przedstawicielka rdzennych Amerykanów w historii. Ubrana w tradycyjną skórzaną sukienkę Apaczów, Littlefeather wygłosiła krótkie oświadczenie, w którym wskazała, że odmawia on odebrania nagrody dla najlepszego aktora za rolę Vito Corleone w Ojcu Chrzestnym Francisa Forda Coppoli ze względu na sposób, w jaki przemysł filmowy i państwo amerykańskie traktują rdzenne ludy Ameryki (szczególnie dotyczyło to trwających wówczas wydarzeń w Wounded Knee i Pine Ridge). Było to pierwsze wystąpienie o charakterze politycznym w historii ceremonii oscarowych. Jej przemowa spotkała się z negatywnym odbiorem sali – prawie wyłącznie białej – rozległy się śmiechy i okrzyki oburzenia. Wywołała też wściekłość Johna Wayne′a, którego sześciu mężczyzn musiało powstrzymywać przed konfrontacją z Littlefeather, a Raquel Welch i Clint Eastwood odnieśli się kpiąco do wystąpienia. Równocześnie Michael Caine skrytykował Marlona Brando za to, że ten pozwolił jej przyjąć na siebie wściekłość branży filmowej. Ze względu na to, iż oświadczenie Brando było za długie, pełną treść przemowy Littlefeather odczytała następnie na oscarowej konferencji prasowej; ukazało się ono także następnego dnia w The New York Times.
Po tym wydarzeniu Sacheen Littlefeather skarżyła się na szykany w Hollywood i odsuwanie jej od branży. W następnych latach wystąpiła tylko w filmach Freebie and the Bean, The Trial of Billy Jack (1974), Johnny Firecloud, Winterhawk (1975) i Shoot the Sun Down (1978). W 1978 zakończyła karierę filmową i zaczęła pracować jako opiekunka hospicyjna. Pozostała także działaczką na rzecz rdzennych ludów. Dopiero w 2009 pojawiła się w dokumencie Reel Injun, a potem w kolejnym, Sacheen: Breaking the Silence (2018). W 2022 otrzymała przeprosiny ze strony Amerykańskiej Akademii Sztuki i Wiedzy Filmowej za cierpienia doznane na skutek swojego wystąpienia. Po tym Littlefeather zgodziła się wystąpić w Academy Museum of Motion Pictures na dyskusji dotyczącej przyszłości przedstawiania rdzennych ludów w produkcjach filmowych.